# Gekko hokouensis
Gekko hokouensis är en ödleart som beskrevs av Pope 1928. Gekko hokouensis ingår i släktet Gekko och familjen geckoödlor. IUCN kategoriserar arten globalt som livskraftig. Inga underarter finns listade i Catalogue of Life.
Arten förekommer i östra Kina, i Taiwan och i södra Japan. Den lever i låglandet och i bergstrakter upp till 1300 meter över havet. Gekko hokouensis vistas i tempererade skogar och besöker angränsande områden. Den är aktiv på natten, klättrar främst i växtligheten och äter insekter.